# Louis-Henri de La Tour d'Auvergne
Louis-Henri de La Tour d'Auvergne, né le 2 avril 1679 à Paris, où il meurt le 3 aout 1753, comte d'Évreux et de Tancarville, est un membre de la haute noblesse française, gouverneur du Poitou puis de l'Île-de-France.

## Biographie
Louis-Henri de La Tour d'Auvergne est le fils du duc de Bouillon et gouverneur d'Auvergne Godefroy-Maurice de La Tour d'Auvergne et de Marie-Anne Mancini, nièce de Mazarin. Il est aussi un petit-neveu du maréchal de Turenne.
Sa carrière militaire commence en 1691. Il est nommé enseigne au régiment du Roi, pendant le siège de Mons. En 1698, il est colonel du régiment de Blaisois et évolue progressivement dans la hiérarchie. Brigadier le 29 janvier 1702, il est promu au rang de maréchal de camp le 26 octobre 1704.
En 1707, il épouse Marie-Anne Crozat (1696-1729) âgée de 11 ans, fille d'Antoine Crozat, riche banquier et homme d'affaires, et de Marguerite Le Gendre. Elle lui apporte une dot considérable de 2 millions de livres tournois, avec le comté de Tancarville. Les deux époux se séparent en 1720 et resteront sans descendance.   
À partir de 1707, il fait construire le château neuf de Tancarville, qu'il revend dès 1725 à Marie Sophie Colbert de Seignelay, épouse de Charles II Frédéric de Montmorency Luxembourg.  
Le 19 juin 1708 il est fait lieutenant général des armées du roi. En 1716, il est nommé gouverneur du Poitou, puis en 1719, de l'Île-de-France.  
De 1716 à 1718, il est membre du Conseil de la guerre, chargé de la cavalerie, puisqu'il est colonel général de la cavalerie. Il dépouille ainsi de ses attributions le marquis de Joffreville. 

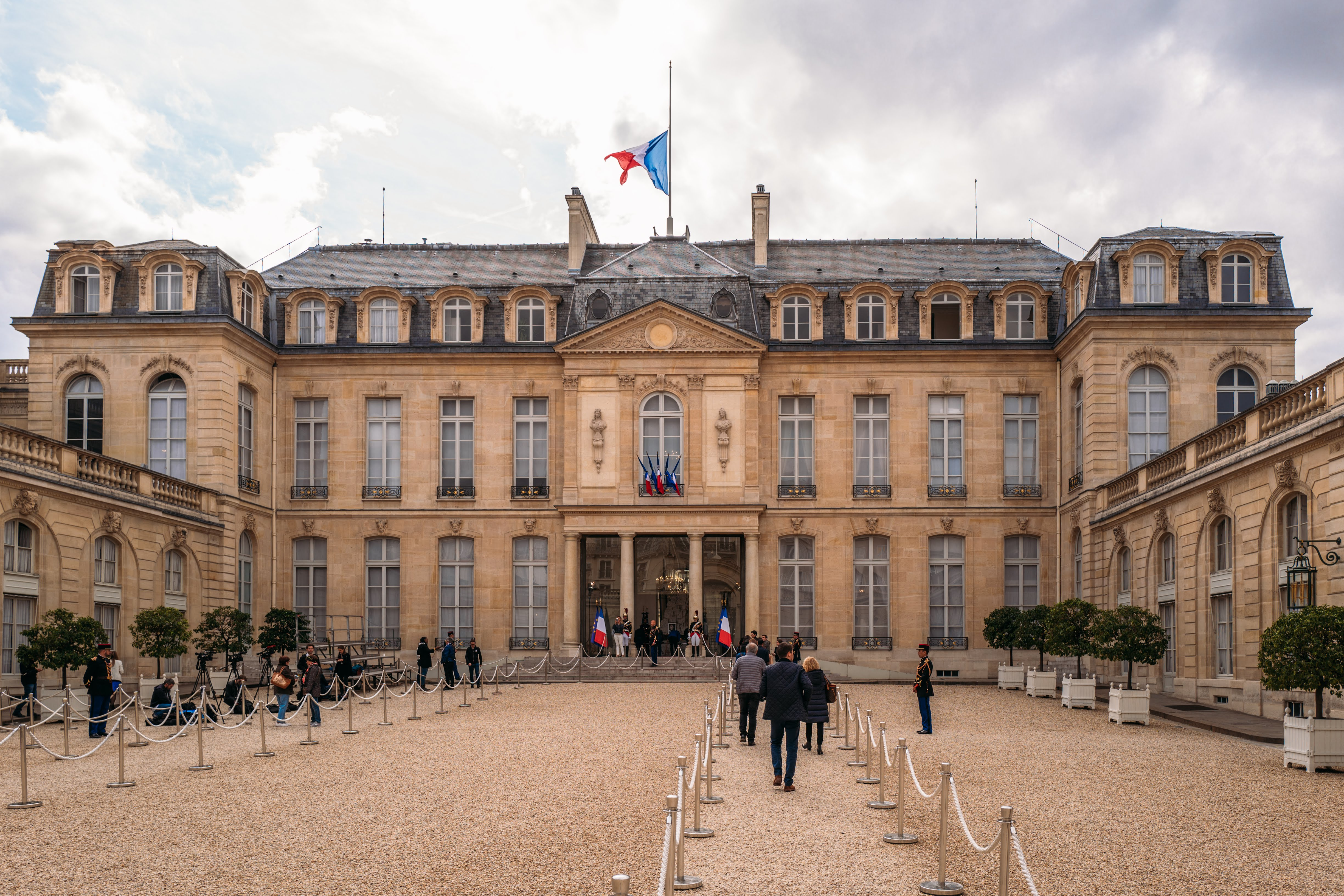
L'hôtel d'Évreux (devenu le palais de l'Élysée).

Entre 1718 et 1722, il fait ériger un nouvel hôtel particulier à Paris, qui devient sa résidence principale. Cet hôtel d'Évreux est aujourd'hui plus connu sous le nom de palais de l'Élysée.
En 1720, sa séparation est prononcée avec son épouse, après qu'il ait remboursé sa dot, grâce aux bénéfices procurés par le système de Law .
Il se démet de la charge de colonel général de la cavalerie 7 juillet 1740 avec commission pour exercer cette charge pendant 8 ans. 
Il meurt à Paris le 3 aout 1753 sans postérité.
Après sa mort, le futur Palais de l'Élysée est vendu à la marquise de Pompadour.
Il est enterré avec son épouse dans l'Église Saint-Paul-Saint-Louis, dans le 4e arrondissement de Paris, sous la chapelle de Saint-Jérôme. Les armes des La Tour d'Auvergne figurent sur le vitrail.

## Titres
- 2 août 1679 - Paris, 3 août 1753 : monsieur le comte d'Évreux et de Tancarville.